# Adly Zahari

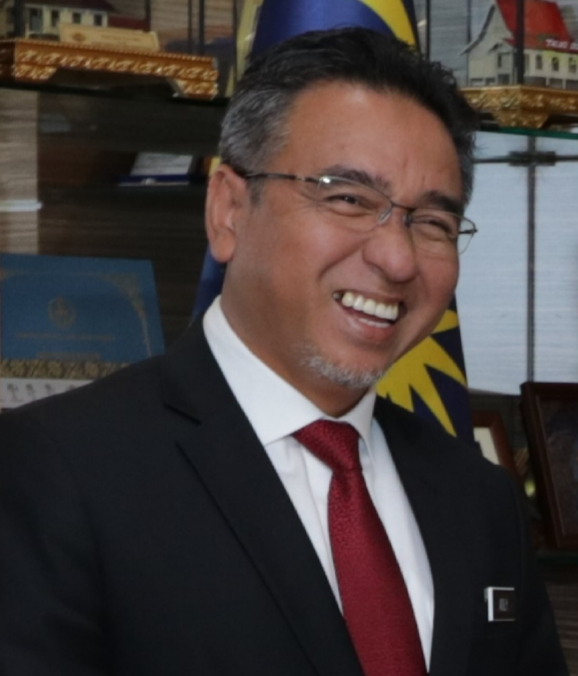
Adly Zahari

Adly Zahari (* 15. Februar 1971) ist ein malaysischer Politiker. Von 2018 bis 2020 war er der elfte Chief Minister von Malakka. Er ist Mitglied der National Trust Party (AMANAH), einer Teilpartei der Koalition Pakatan Harapan (PH). Adly ist derzeit der gesetzgebende Abgeordnete des Bundesstaates Malakka für Bukit Katil. 
Adly ist der Häuptling von Pakatan Harapan Malacca. Er wurde am 24. September 2017 zum Chef von PH Malacca ernannt. 
Adly war ein Jugendmitglied der Pan-Malaysian Islamic Party (PAS); bevor er 2015 ihrer neuen Splitterpartei AMANAH beitrat. Adly erwarb seinen Bachelor of Engineering (BEng) in Elektrotechnik von der Universiti Teknologi Malaysia (UTM). Er wurde Ingenieur, arbeitete im Unternehmenssektor und machte sich selbstständig, bevor er in die Politik wechselte. 